# Liste der Bodendenkmäler in Hainsfarth
Auf dieser Seite sind die Bodendenkmäler in der schwäbischen Gemeinde Hainsfarth zusammengestellt. Diese Tabelle ist eine Teilliste der Liste der Bodendenkmäler in Bayern. Grundlage ist die Bayerische Denkmalliste, die auf Basis des Bayerischen Denkmalschutzgesetzes vom 1. Oktober 1973 erstmals erstellt wurde und seither durch das Bayerische Landesamt für Denkmalpflege geführt wird. Die folgenden Angaben ersetzen nicht die rechtsverbindliche Auskunft der Denkmalschutzbehörde.

## Bodendenkmäler in Hainsfarth
| Lage       | Objekt | Akten-Nr.     | Bild         |
| ---------- | --- | ------------- | ------------ |
| (Standort) | Siedlung der Urnenfelder-, Hallstatt- und Latènezeit. | D-5-7030-0015 |              |
| (Standort) | Straße der römischen Kaiserzeit. | D-7-7029-0077 |              |
| (Standort) | Siedlung der Latènezeit und der römischen Kaiserzeit. | D-7-7029-0081 |              |
| (Standort) | Siedlung der Bronze- und Urnenfelderzeit, Körpergräber des frühen Mittelalters.                                                                                              | D-7-7029-0082 |              |
| (Standort) | Körpergräber des frühen Mittelalters. | D-7-7029-0083 |              |
| (Standort) | Siedlung der Urnenfelderzeit. | D-7-7029-0084 |              |
| (Standort) | Schanze vor- und frühgeschichtlicher oder mittelalterlicher Zeitstellung. | D-7-7029-0085 |              |
| (Standort) | Siedlung vor- und frühgeschichtlicher Zeitstellung. | D-7-7029-0086 |              |
| (Standort) | Siedlung der Latènezeit. | D-7-7029-0088 |              |
| (Standort) | Siedlung des Neolithikums, der Urnenfelderzeit und der römischen Kaiserzeit.                                                                                                 | D-7-7029-0089 |              |
| (Standort) | Straße der römischen Kaiserzeit. | D-7-7029-0091 |              |
| (Standort) | Siedlung des Neolithikums, Grabenwerk vor- und frühgeschichtlicher Zeitstellung.                                                                                             | D-7-7029-0282 |              |
| (Standort) | Siedlung und Kreisgräben vor- und frühgeschichtlicher Zeitstellung. | D-7-7029-0291 |              |
| (Standort) | Siedlung des Neolithikums, der Urnenfelder- und Hallstattzeit, Villa rustica der römischen Kaiserzeit, Gräber des Spätneolithikums, der Spätbronze- und der Urnenfelderzeit. | D-7-7029-0387 |              |
| (Standort) | Siedlungen vorgeschichtlicher Zeitstellung, darunter der Bronzezeit. | D-7-7029-0389 |              |
| (Standort) | Siedlung der Vorgeschichte. | D-7-7029-0402 |              |
| (Standort) | Siedlung vor- und frühgeschichtlicher Zeitstellung. | D-7-7029-0405 |              |
| (Standort) | Siedlung vorgeschichtlicher Zeitstellung. | D-7-7029-0433 |              |
| (Standort) | Siedlung der Latènezeit. | D-7-7029-0470 |              |
| (Standort) | Mittelalterliche und frühneuzeitliche Befunde im Bereich der katholischen Pfarrkirche St. Andreas in Hainsfarth und ihrer Vorgängerbauten.                                   | D-7-7029-0471 |              |
| (Standort) | Siedlung vor- und frühgeschichtlicher Zeitstellung. | D-7-7029-0482 |              |
| (Standort) | Frühneuzeitliche Befunde im Bereich des ehemaligen Siechenhauses von Oettingen mit zugehörigem Friedhof und der Kapelle St. Anna.                                            | D-7-7029-0523 |              |
| (Standort) | Siedlung der römischen Kaiserzeit. | D-7-7029-0538 |              |
| (Standort) | Frühneuzeitliche Befunde im Bereich der ehemaligen Synagoge von Hainsfarth, darunter ein Vorgängerbau der Synagoge und eine Mikwe.                                           | D-7-7029-0543 | Bodendenkmal |
| (Standort) | Wüstgefallene Hofstelle des späten Mittelalters und der frühen Neuzeit (Hungerhof).                                                                                          | D-7-7029-0544 |              |
| (Standort) | Burgstall des Mittelalters sowie weitere mittelalterliche und neuzeitliche Befunde im Bereich der Burgruine in Steinhart, darunter der jüdische Friedhof.                    | D-7-7030-0002 | Bodendenkmal |
| (Standort) | Grabhügel der Hallstattzeit. | D-7-7030-0003 |              |
| (Standort) | Schlagplatz der Steinzeit. | D-7-7030-0004 |              |
| (Standort) | Siedlung vor- und frühgeschichtlicher Zeitstellung. | D-7-7030-0134 |              |
| (Standort) | Mittelalterliche und frühneuzeitliche Befunde im Bereich der evangelisch-lutherischen Pfarrkirche in Steinhart.                                                              | D-7-7030-0140 |              |